# セイコー・プレザージュ
セイコー・プレザージュ (SEIKO Presage) は、日本の腕時計メーカーであるセイコーウオッチが製造・販売している腕時計のブランドのひとつ。

## 概要
2011年に、日本および中国を中心とした東アジアで同時展開されるブランドとして誕生した。手巻つき自動巻ムーブメント、サファイアガラス、10気圧防水を標準仕様とし、全モデルに自社開発の機械式ムーブメントを搭載する。組み立ておよび製造は日本国内で行っており、海外輸出モデルには日本製を全面に押し出した販売戦略を行っている。
2016年にはセイコー社内で世界展開するブランドの1つとなり、大幅なモデルのラインアップ拡充が図られた。イメージキャラクターは、台湾を拠点に活動をしている歌手で俳優のワン・リーホン。

## ムーブメント

### メカニカル
| キャリバー | 振動数(秒) | 石数 | 日差          | 持続時間 | その他                                                                         |
| ---------- | ---------- | ---- | ------------- | -------- | ------------------------------------------------------------------------------ |
| 4R35       | 6振動      | 23石 | +45秒 - -35秒 | 41時間   | 秒針停止機能                                                                   |
| 4R36       | 6振動      | 24石 | +45秒 - -35秒 | 41時間   | 秒針停止機能                                                                   |
| 4R38       | 6振動      | 24石 | +45秒 - -35秒 | 41時間   | 秒針停止機能                                                                   |
| 4R39       | 6振動      | 24石 | +45秒 - -35秒 | 41時間   | 秒針停止機能、24時針                                                           |
| 4R57       | 6振動      | 29石 | +45秒 - -35秒 | 41時間   | 秒針停止機能、日針、パワーリザーブ表示機能                                     |
| 6R15       | 6振動      | 23石 | +25秒 - -15秒 | 50時間   | 秒針停止機能                                                                   |
| 6R21       | 8振動      | 29石 | +25秒 - -15秒 | 45時間   | 秒針停止機能、曜針、日針、パワーリザーブ表示機能                               |
| 6R24       | 8振動      | 31石 | +25秒 - -15秒 | 45時間   | 秒針停止機能、曜針、日針、パワーリザーブ表示機能（曜針、日針はレトログラード） |
| 6R27       | 8振動      | 29石 | +25秒 - -15秒 | 45時間   | 秒針停止機能、日針、パワーリザーブ表示機能                                     |
| 6R35       | 6振動      | 24石 | +25秒 - -15秒 | 70時間   | 秒針停止機能                                                                   |
| 6L35       | 8振動      | 26石 | +15秒 - -10秒 | 45時間   | 秒針停止機能                                                                   |
| 8R48       | 8振動      | 34石 | +25秒 - -15秒 | 45時間   | 秒針停止機能、ストップウオッチ機能                                             |

### スプリングドライブ
| キャリバー | 振動数(秒) | 石数 | 月差          | 持続時間 | その他                               |
| ---------- | ---------- | ---- | ------------- | -------- | ------------------------------------ |
| 5R65       | 32,768Hz   | 30石 | +15秒 - -15秒 | 72時間   | 秒針停止機能、パワーリザーブ表示機能 |

## シリーズ

### プレステージ
プレザージュの最高級モデル。キャリバー5R65スプリングドライブモデル、琺瑯および漆ダイアルを搭載するキャリバー8R48クロノグラフモデル、日針・曜針・パワーリザーブを搭載するキャリバー6R21および6R24モデル、日針・パワーリザーブを搭載するキャリバー6R27モデル、3針のキャリバー6L35および6R35・6R15モデルがある。レディースモデルはない。

### ベーシック
プレザージュの廉価モデル。キャリバー4R35、4R38、4R39、4R57を搭載する。プレステージにはレディースモデルは存在しないが、このベーシックにはレディースモデルが用意されている。カクテルシリーズも用意されている。